# モトヤ
株式会社モトヤ（英: MOTOYA CO., LTD.）は、大阪府大阪市中央区に本社を置く印刷関連機材の専門商社である。1922年創業。

## 会社概要
印刷関連機材の専門商社。活字の製造・販売業として創業した。社名は活字が「印刷のもと」であることに由来する。その後オリジナルの組版機（タイプレス・MT-5000など）を開発し、印刷業界などにその名を知られる。
現在では、印刷機械・印刷材料の他社製品も手広く扱う一方、顧客へDTPオペレーターやデザイナーなどの人材を派遣する事業を行っている。
同社のデジタルフォントは、ゲーム等各種ソフトや検索エンジンなどに広く用いられており、マピオンなどのインターネット地図サービスや、日本経済新聞社や産業経済新聞社など新聞各社に採用されている。また携帯電話や組込み各種機器にも使用されている。
創業は兵庫県姫路市でされたが、現在は東京・大阪の二本社制をとっており、首都圏の販売事業は東京本社が、経営全般に関する業務をはじめ西日本の販売事業や書体開発・技術関連の業務については全て大阪本社で行われている。

## 沿革
- 1922年：古門慶次郎（ふるかど けいじろう）が姫路でモトヤ商店を創業
- 1949年：株式会社に改組し、本社を大阪市に移転。ベントン母型彫刻機を導入し活字の基本書体を開発
- 1969年：「モトヤフォント」を開発。日本で初めて文字のデジタル化に成功
- 1982年：電子編集組版システムWP-6000を松下電器産業と開発
- 1998年：Windows台頭に伴い、プロ用Windows DTP「PROXELWIN」を発売
- 2001年：「モトヤDTPスクール」を開校
- 2002年：東京・大阪圏でDTPオペレーターに特化した人材派遣事業を開始
- 2006年：首都圏事業強化を目的として、東京本社を中央区八丁堀に移転
- 2009年：ユニバーサルデザインの需要に応えるため「UD対応フォント」を発表
- 2016年：年間定額制フォントサービス「モトヤLETS」を開始

## 製品

### フォント
書体開発の歴史は古く、1949年に独自開発の「モトヤ書体」を発表している。「可読性」と「文字の美しさ」をデザインの基本とし、鉛活字、タイプ活字、写植用文字盤、デジタルフォント（ビットマップフォント・アウトラインフォント）とその時代に対応したさまざまな組版手段に対応している。モトヤの書体はTrueType、PostScript、OpenTypeフォーマットで製品化されている（ただし専用ハードウェア向けフォントと完全に同一のタイプフェイスではない）。
以下に、主要書体/フォント製品を挙げる。
- 明朝体
  - モトヤ明朝
- ゴシック体
  - モトヤゴシック
  - モトヤシーダ
- 丸ゴシック体
  - モトヤマルベリ
- 伝統書体
  - モトヤ正楷書
  - モトヤ新楷書
  - モトヤ隷書
  - モトヤ行書
  - モトヤ教科書
  - モトヤ大楷
  - モトヤ古印体
  - モトヤ刀筆
- 新聞書体
  - モトヤ新聞明朝
  - モトヤ新聞ゴシック
- デザイン書体
  - モトヤアポロ
  - モトヤステンシルアポロ
  - モトヤ丸アポロ
  - モトヤバーチ
  - モトヤゴチカ
  - モトヤアラタ
  - モトヤノート
  - モトヤアネモネ
- 仮名
  - Mkアラタ（カナモジカイのカタセンガナ）
  - Mkリューナ明
  - Mkリューナ角
  - Mkリューナ丸
  - Mkビーナ明
  - Mkビーナ角
  - Mkビーナ丸
  - Mkレトナ明
  - Mkアポロ
  - Mkアンチック

その他
- 2010年、明朝・シーダ・マルベリ・アポロ・新聞書体の一部ウエイト（太さ）において、UD対応フォントがリリースされた。
- 2010年9月21日、モトヤはOpen Handset Alliance (OHA) に参加し、AndroidオープンソースプロジェクトにモトヤLシーダ3（モトヤシーダ3の改変版）とモトヤLマルベリ3（モトヤマルベリ3の改変版）をApache License 2.0に基づき提供した[4]。
- 2012年5月31日、モトヤはChrome OSにモトヤG04明朝2B／5（モトヤ明朝の改変版）・モトヤG04ゴシック2B／5（モトヤゴシックの改変版）の4書体が採用されたと発表した[5]。
- 2018年9月、Google Fontsにて日本語ウェブフォントの提供開始に伴い、Androidオープンソースプロジェクトに提供したフォントが、小杉ゴシック（モトヤLシーダ3等幅）・小杉丸ゴシック（モトヤLマルベリ3等幅）として公開された。